# Zorzines kishidai
Zorzines kishidai är en fjärilsart som beskrevs av Katsumi Yazaki 1987. Zorzines kishidai ingår i släktet Zorzines och familjen nattflyn. Inga underarter finns listade i Catalogue of Life.